# 角田忠行

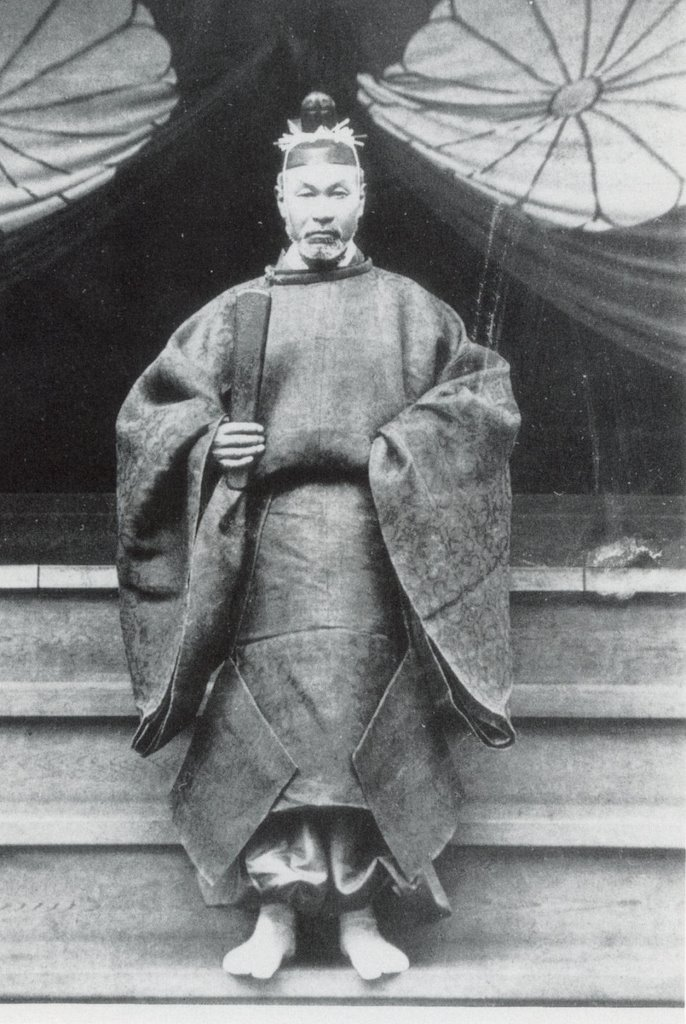
角田忠行肖像

角田 忠行（つのだ ただゆき、天保5年11月6日（1834年12月6日） - 大正7年（1918年）12月15日）は、日本の国学者・神官。通称は由三郎。

## 生涯
信濃国佐久郡長土呂村（現長野県佐久市）の近津神社の神主角田忠守と母小林氏の二男として生まれる。父は岩村田藩主の侍講、藩校達道館教授を務め、終身禄を受け藩士身分となった。弟（父忠守の四男）に同じく神官となった角田信道がいる。
安政2年（1855年）脱藩して江戸に出奔し、藤田東湖に入門。その後は国学者平田銕胤の門人となって塾の運営に関わった。文久3年（1863年）上洛して等持院にある足利三代木像梟首事件に首謀者の一人として関与し、幕吏に追われて伊那谷の松尾多勢子邸に潜伏。慶応3年（1867年）米川信濃と変名し澤為量に仕える。戊辰戦争では秋田藩の官軍恭順に尽力した。
維新後は明治政府に出仕し皇学所監察、学制取調御用掛、大学奏任などを務め、賀茂御祖神社少宮司、廣田神社宮司を経て、明治13年（1880年）熱田神宮大宮司となり、大正3年（1914年）までその職を務めた。「葬事略記」は美濃国苗木藩や信濃国松本藩の廃仏毀釈政策に影響を与えた。
島崎藤村の『夜明け前』に「暮田正香」の名で登場している。

## 主著
- 「古史略」
- 「氣吹廼舎歌集」
- 「風の音」
- 「葬事略記」
- 「熱田神宮略記」